# Gongylidiellum blandum
Gongylidiellum blandum är en spindelart som beskrevs av Miller 1970. Gongylidiellum blandum ingår i släktet Gongylidiellum och familjen täckvävarspindlar.
Artens utbredningsområde är Angola. Inga underarter finns listade i Catalogue of Life.